# Provinz Cautín

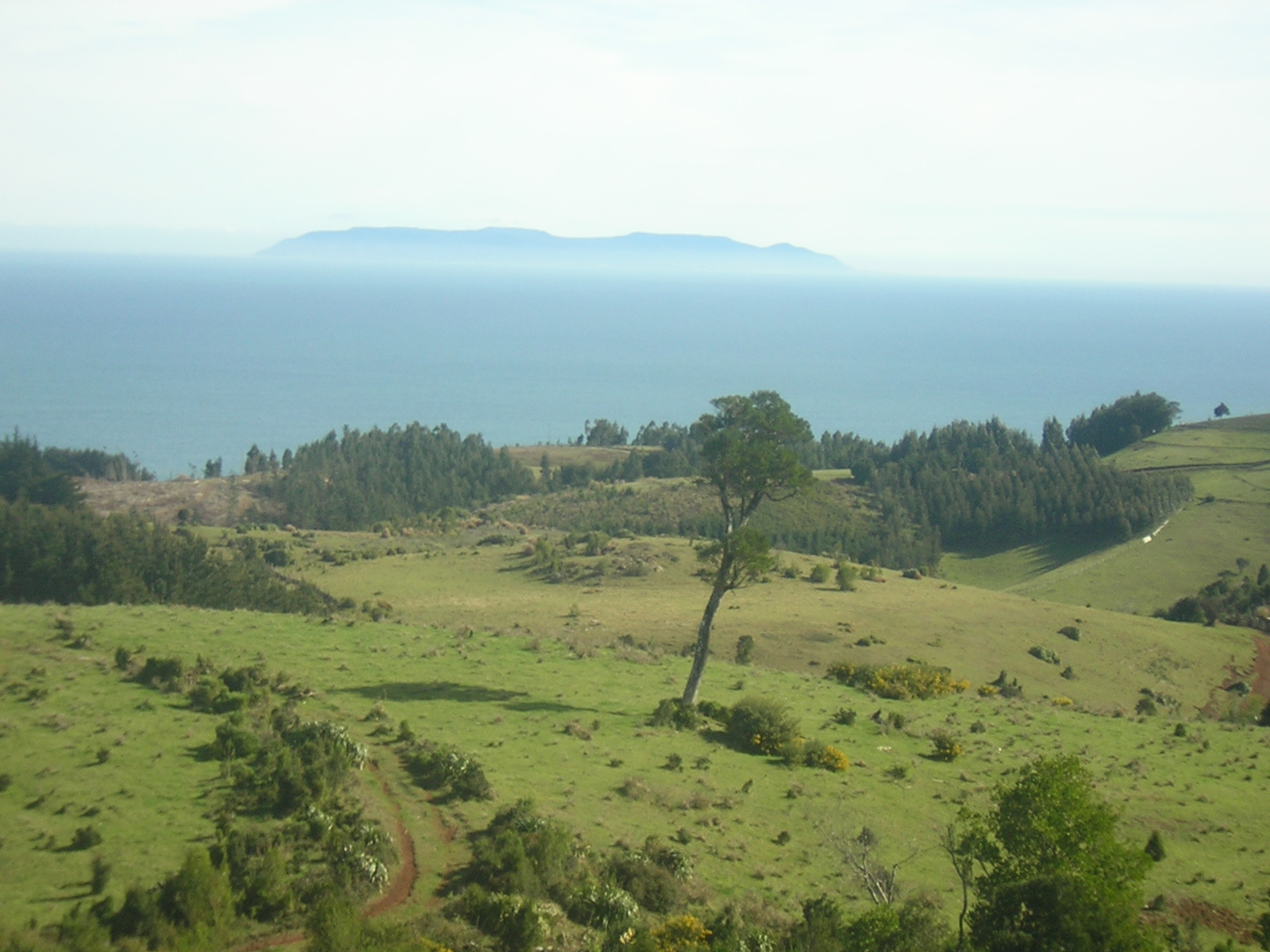
Landschaft in der Provinz Cautín

Die Provinz Cautín (spanisch Provincia de Cautín) ist eine Provinz in der chilenischen Región de la Araucanía. Die Hauptstadt ist Temuco. Beim Zensus 2017 lag die Einwohnerzahl bei 752.100 Personen.

## Geographie
Die Provinz grenzt im Norden an die Provinzen Arauco und Malleco, im Osten an Argentinien, im Süden an die Provinz Valdivia und im Westen an den Pazifischen Ozean.

## Gemeinden
Die Provinz Cautín gliedert sich in 21 Gemeinden:
- Temuco
- Carahue
- Cholchol
- Cunco
- Curarrehue
- Freire
- Galvarino
- Gorbea
- Lautaro
- Loncoche
- Melipeuco
- Nueva Imperial
- Padre Las Casas
- Perquenco
- Pitrufquén
- Pucón
- Saavedra
- Teodoro Schmidt
- Toltén
- Vilcún
- Villarrica

## Wirtschaft
Cautín liegt in der gemäßigten Agrar- und Waldregion des Südens und produziert Getreide wie Weizen und Hafer. In Carahue hat der Kartoffelanbau eine bedeutende Stellung. Darüber hinaus ist die Rinderproduktion erwähnenswert.